# Bataillon sacré (Seconde Guerre mondiale)
Pour les articles homonymes, voir Bataillon sacré.
Le bataillon sacré (en grec moderne : Ιερός Λόχος) était une unité des forces spéciales grecques, créée en 1942, au Moyen-Orient, et baptisée en référence au Bataillon sacré de Thèbes, dans l’Antiquité.
Composé uniquement d’officiers et d’élèves officiers, placés sous le commandement du colonel Christodoulos Tsigantes, le bataillon sacré a d’abord combattu aux côtés du Special Air Service (SAS) dans le désert libyen. Il a ensuite servi sous les rangs du général français Philippe Leclerc en Tunisie avant de participer à la campagne du Dodécanèse aux côtés des Britanniques.
Après la libération de la Grèce, le bataillon sacré participe aux combats contre les communistes de l’ELAS et intervient notamment lors des événements de décembre 1944, premier volet de la Guerre civile grecque. Finalement dissout en août 1945, le bataillon sacré est le précurseur des forces spéciales grecques.